# 甘い人生 (映画)
『甘い人生』（あまいじんせい、原題：달콤한 인생、英語：A Bittersweet Life）は、2005年公開の韓国映画。監督はキム・ジウン。日本での公開は2005年4月23日。

## あらすじ
ソウルにある高級ホテルの総マネージャー、ソヌ。クールで頭の切れる彼は、裏社会にも絶大な力を持つボスのカンからも厚い信頼を得ていた。非情な男カンは、若い愛人ヒスに別の男がいると疑い始めていた。カンは、ソヌに彼女を監視させ、もし裏切りを見つけた場合は、彼女を殺すか、カンに連絡するよう命じる。

## キャスト
- イ・ビョンホン：キム・ソヌ
- キム・ヨンチョル：カン社長
- シン・ミナ：ヒス

### 吹き替え
- キム・ソヌ：高橋和也
- ヒス：花村さやか
- カン社長：金尾哲夫
- その他の声の吹き替え：清水明彦／天田益男／青山穣／日野聡／坂口進也／佐々木誠二／宝亀克寿／斉藤次郎／隈元ますみ／安奈ゆかり／山村紘之／國分淳志／渡辺直子／島宗りつこ／小野涼子／関直人／勝沼紀義／岡村俊一

## スタッフ
- 脚本：キム・ジウン
- 監督：キム・ジウン
- 撮影：キム・ジヨン
- 美術：リュ・ソンヒ
- 制作：映画社 春
- 配給：CJエンタテインメント